# Lamia Beligan
Lamia Beligan (n. 23 august 1966, București, România) este o actriță română.

## Biografie
S-a născut pe 23 august 1966, în București, este fiica din a treia căsătorie a actorului Radu Beligan cu scriitoarea Marica Beligan, decedată în 1993. Mai are doi frați, Raluca și Alexandru și o sora vitregă, Ana  Anamaria Beligan (62 de ani), fiica pe care regretatul actor a avut-o cu Dana Crivăț (n.r. după divorțul de Radu Beligan, Dana Crivăț s-a căsătorit cu dramaturgul Horia Lovinescu). A absolvit Academia de Teatru și Film București, promoția 1990, clasa profesorului Ion Cojar.
A debutat la Teatrul Național din Craiova, cu rolul Honey din Cui i-e frică de Virginia Woolf? de Edward Albee. A jucat pe scena acestui teatru până în anul 2006 și a jucat în roluri ca Vrăjitoarea din Ubu Rex cu scene din Macbeth de Alfred Jarry și William Shakespeare sau Sonia din Unchiul Vanea de A.P. Cehov.
Lamia Beligan a jucat pentru prima dată alături de celebrul ei tată pe scena teatrului din Craiova.
Acum este actriță a Teatrului Național din București. A debutat pe scena acestui teatru în 1979, cu piesa Însemnările unui Necunoscut după Fiodor Mihailovici Dostoievski, în rolul Sasa. Au urmat rolurile: Fata din Fata din Andros de Terențiu, Tamara Sachs din De partea cui ești de Ronald Harwood, Veturia din Mofturi la Union după I.L. Caragiale, Lucie din Egoistul de Jean Anouilh, regia Radu Beligan, până la Raisa Filippovna din Sinucigașul de Nikolai Erdman. În stagiunea 2010-2011, o urmărim în spectacolele Neînțelegerea, Egoistul, Sinucigașul. Cu Egoistul, unde joacă alături de tatăl sau, a efectuat un turneu în țară, în cursul anului 2010.
A jucat și în piesa Copiii Soarelui de Maxim Gorki, la Teatrul Mic din capitală. A jucat rolul Măriucăi în Baltagul, ecranizarea pentru televiziune a romanului sadovenian, în 1985; în anul 2000 a apărut în filmul Poveste imorală, în 2002-Tinerețea lăcustelor, în anul 2006 a jucat rolul Tania Belinski din serialul La urgență.

## Filmografie
- Sosesc păsările călătoare (1985)
- Un oaspete la cină (1986)
- Secretul lui Nemesis (1987)
- Drumeț în calea lupilor (1990)
- Hotel de lux (1992)[5]
- La urgență (serial TV) (2006)
- Doctori de mame (2008)